# François Hollande
François Gérard Georges Nicolas Hollande, född 12 augusti 1954 i Rouen i Seine-Maritime, är en fransk jurist och politiker som var Frankrikes president från den 15 maj 2012 till den  14 maj 2017.
Som president var han också furste av Andorra.
Han var förstesekreterare för det franska socialistpartiet från 1997 till 2008. Han var ledamot av den franska nationalförsamlingen 1988–1993 och igen 1997–2012. Han var även borgmästare i Tulle från 2001 till 2008.
Hollande ställde upp som Socialistpartiets presidentkandidat i valet 2012, och vann mot den då sittande presidenten Nicolas Sarkozy i valets andra omgång den 6 maj 2012.

## Tidigare liv och bakgrund
Hollande föddes i Rouen i Seine-Maritime i Normandie och växte upp i en medelklassfamilj. Hans mor, Nicole Frédérique Marguerite Tribert (1927–2009), arbetade som socialarbetare och hans far, Georges Gustave Hollande, arbetade som en otorhinolaryngolog och hade "en gång i tiden kampanjat för extremhögern i lokalpolitiken". Efternamnet "Hollande" tros komma från kalvinistiska förfäder som flytt från Holland (Nederländerna) på 1500-talet och som sedan tagit namnet på sin gamla land som efternamn. Hollande är uppfostrad katolik.

### Utbildning
Han gick på Saint Jean-Baptiste de La Salle Internatskola, och senare på HEC Paris, École nationale d’administration och Institut d'études politiques de Paris. Han utexaminerades från ENA år 1980. Han bodde i USA under sommaren 1974 medan han var en student. Omedelbart efter examen, blev han anställd som kommunalråd i revisionsrätten.

## Tidigare politisk karriär
Efter volontärarbete under studenttiden genom att arbeta för François Mitterrands slutligen misslyckade kampanj i 1974 års presidentval, gick Hollande med i Socialistpartiet fem år senare. Han blev snabbt upptäckt av Jacques Attali, en rådgivare till Mitterrand, och som senare fick Hollande att kandidera till den franska nationalförsamlingen 1981 i Corrèze mot framtida president Jacques Chirac, som då var ledare för Samling för Republiken, en neo-gaullistiskt parti. Hollande förlorade mot Chirac i den första rundan, trots att han skulle komma att bli en särskild rådgivare till den nyvalde presidenten Mitterrand, före tjänsten som sekreterare för Max Gallo, regeringens talesman. Han blev vald till kommunalråd för Ussel 1983 och kandiderade till nationalförsamlingen för Corrèze för andra gången 1988, och blev denna gång invald. Hollande förlorade omvalet till nationalförsamlingen i den så kallade "blå vågen" i 1993 års val.

## Förste sekreterare i Socialistpartiet

Hollande tillsammans med Ségolène Royal under 2007

I slutet av Mitterrands mandatperiod var Socialistpartiet sönderslitet av en kamp av interna fraktioner, där var och en försökte påverka inriktningen på partiet. Hollande vädjade om försoning och att partiet skulle sluta upp bakom Jacques Delors, ordföranden för Europeiska kommissionen, men Delors avstod från sina ambitioner att kandidera för det franska presidentkapet under 1995. Detta ledde till Lionel Jospin återupptog sin tidigare roll som ledare för partiet. Jospin valde Hollande till att bli partiets talesman och Hollande tog sig framgångsrikt tillbaka till nationalförsamlingen under 1997. Samma år blev Jospin premiärminister i Frankrike och Hollande vann valet till att bli hans efterträdare som förste sekreterare för det franska socialistpartiet, en position han skulle komma att inneha i elva år. På grund av den mycket starka position socialistpartiet hade inom den franska regeringen under denna period ledde till att Hollande tidvis kom att kallas landets första "vice premiärminister". Hollande blev vald till borgmästare för Tulle år 2001, en post han skulle inneha de kommande sju åren.
Jospins omedelbara avgång från politiken efter hans nederlag mot Jean-Marie Le Pen i den första omgången av 2002 års presidentval tvingades Hollande att bli partiets ansikte utåt i 2002 års parlamentsval. Även om han lyckades att begränsa partiets nederlag samt omvaldes i sin egen valkrets förlorade socialisterna nationellt. Under 2003 års partikongress i Dijon fick Hollande stöd av många kända personligheter inom partiet och blev omvald förste sekreterare, dock i motstånd från vänsterfraktioner inom partiet. Efter vänsterns seger i 2004 års regionala val blev Hollande nämnd som en potentiell presidentkandidat, men socialisternas delade meningar om den Europeiska konstitutionen och Hollandes stöd till den ödesdigra "ja"-sidan i den franska folkomröstningen om EU konstitutionen orsakade segregation inom partiet. Även om Hollande omvaldes som förste sekreterare på Le Mans kongressen 2005 började hans makt över partiet att minska. Så småningom blev hans sambo, Ségolène Royal, vald till socialistpartiets kandidat i 2007 års presidentval, där hon förlorade mot Nicolas Sarkozy. Hollande fick officiellt skulden för de dåliga resultaten i valet 2007 och han meddelade strax därefter att han inte skulle söka ytterligare en omgång som förste sekreterare. Hollande offentliggjorde sitt stöd för Bertrand Delanoë, borgmästaren i Paris, även om det var Martine Aubry som skulle komma att vinna loppet om att efterträda honom 2008.
Efter sin avgång som förste sekreterare blev Hollande omedelbart utsedd att efterträda Jean-Pierre Dupont som ordförande för Corrèzes Allmänna Råd i april 2008, en position han håller än i dag. År 2008 stödde han skapandet av det första europeiska priset för lokalhistoria (Étienne Baluze Prize), som grundades av "Société des Amis du Musée du Cloître" i Tulle, på förslag av den franske historikern Jean Boutier. François Hollande tilldelade det första priset den 29 februari 2008 till den italienska historikern Beatrice Palmero.

## Presidentskap
Hollande valdes till Frankrikes president den 6 maj 2012. Han tillträdde den 15 maj 2012.
Han ställde inte upp i Frankrikes presidentval 2017. Beslutet var historiskt. Aldrig tidigare hade en sittande president under den femte republiken, den nuvarande statsformen i Frankrike som råder sedan 1958, beslutat sig för att inte ställa upp för omval.

### Politik
- Utrikespolitik: stödde ett tillbakadragande av franska truppers närvaro i Afghanistan från och med slutet av 2012.[14]
- Europeisk politik: ville ingå i ett nytt avtal angående det fransk-tyska partnerskapet och han förespråkade antagandet av ett direktiv om skydd av offentliga tjänster. Föreslog ett närmare fransk-tyskt samarbetet: "en acceleration av inrättandet av en fransk-tysk samhällsnyttig verksamhet, skapandet av ett fransk-tyskt forskninginstitut, skapandet av en fransk-tyskt industrifond för att finansiera gemensamma konkurrenskrafter (transport, energi eller miljö) och inrättandet av ett gemensamt militärt högkvarter."[15]
- Finanssystem: stödde inrättandet av ett europeiskt kreditvärderingsinstitut och separationen mellan utlåningar och investeringar i banker.
- Energi: ville minska andelen el från kärnkraft i Frankrike från 75 % till 50 % till förmån för förnyelsebara energikällor.
- Skatter: ville genomföra sammanslagning av inkomstskatten och det allmänna sociala bidraget (CSG), inrättandet av en ytterligare 45 % skattesats för extra inkomst på €150 000, takskattskryphål till högst €10 000 per år och var emot skattelättnader som "Solidarisk Rikedom# (ISF, Impôt de solidarité sur la Fortune). Den sistnämnda bör, vid avskaffande, dra in ytterligare €29 miljarder i intäkter.
- Utbildning: ville rekrytera 60 000 nya lärare och skapa ett studiemedel och behovsprövad utbildning, inrätta ett ömsesidigt fördelaktigt avtal som skulle möjliggöra en generation av erfarna medarbetare och hantverkare att fungera som "väktare och lärare" för den yngre nyligen anställda personalen, vilket skulle skapa totalt 150 000 subventionerade jobb.
- Ville ge stöd till små och medelstora företag genom skapandet av en offentlig investeringsbank för små och medelstora företag samt minska bolagsskatten till 30 % för medelstora företag och 15 % för små.
- Rekrytering av 5000 domare, poliser och gendarmer.
- Byggande av 500 000 nya bostäder varje år, inklusive sociala bostäder.
- Restaurering av pensionering vid 60 års ålder för dem som har arbetat mer än 41 år.
- Hollande stödde samkönade äktenskap och rätten till adoption för HBT-par, och hade planer på att driva frågan i början av 2013.[16]
- Tillhandahållande av utvecklingsmedel för missgynnade förorter.[17]
- Återgå till ett underskott på 0% av BNP år 2017.[18]
- Ville ratificera den europeiska stadgan om landsdels- eller minoritetsspråk, för erkännande av regionala språk i Frankrike: elsassiska, Lorraine-frankiska, fransk flamländska, katalanska, korsikanska, bretonska, gallo, baskiska, langue d'oïl och occitanska.[19][20]
- Ville "kombinera positionerna som ordförande för Europeiska kommissionen och Europeiska rådet (som för närvarande innehas av José Manuel Barroso och Herman Van Rompuy respektive) till ett enda ämbete" och att det bör väljas direkt av ledamöterna i Europaparlamentet.[15]

## Kontroverser
Den 10 maj 2012 blev Hollande stämplad som champagnesocialist av tidningar världen över efter avslöjanden om att "mannen som ogillar rika", i själva verket själv är miljonär samt att han äger tre bostäder på den Franska Rivieran.

## Privatliv
I över 30 år var Hollande sambo med den socialistiska politikern Ségolène Royal, med vilken han har fyra barn – Thomas (1984), Clémence (1985), Julien (1987) och Flora (1992). I juni 2007, bara en månad efter Royals nederlag i det franska presidentvalet 2007 meddelade paret att de hade separerat.
Några månader efter hans separation från Ségolène Royal publicerade en fransk webbplats information om en relation mellan Hollande och den franska journalisten Valérie Trierweiler. Detta var mycket kontroversiellt, i synnerhet eftersom vissa ansåg att det var ett brott mot Frankrikes strikta hållning mot politikers integritet och dess personliga angelägenheter. I november 2007 bekräftade Valérie Trierweiler och diskuterade öppet sitt förhållande till Hollande i en intervju med den franska veckotidningen Tele 7 jours.
Den 10 januari 2014 släppte magasinet Closer nyheten om ett förhållande mellan Hollande och skådespelaren Julie Gayet. Den 25 januari 2014 meddelade Hollande att han inte längre bodde ihop med Valérie Trierweiler. Den 4 juni 2022 gifte sig Hollande med Julie Gayet i Tulle. 

## Ordnar och utmärkelser

### Franska utmärkelser
| Ribbon bar | Utmärkelse                                       | Datum och kommentar                              |
| ---------- | ------------------------------------------------ | ------------------------------------------------ |
|            | Stormästare & Storkors av Hederslegionen         | 15 maj 2012 – automatiskt då han blev president. |
|            | Stormästare & Storkors av Nationalförtjänstorden | 15 maj 2012 – automatiskt då han blev president. |

### Utländska utmärkelser
| Ribbon bar | Land           | Utmärkelse                                                                  | Datum             |
| ---------- | -------------- | --------------------------------------------------------------------------- | ----------------- |
|            | Polen          | Riddare av Vita örnens orden                                                | 16 november 2012  |
|            | Italien        | Riddare med Stora korset och kedja av Italienska republikens förtjänstorden | 21 november 2012. |
|            | Monaco         | Storkors av Karl den heliges orden                                          | 14 november 2013  |
|            | Saudiarabien   | Kedja av Abdulaziz Al Saud orden                                            | 30 december 2013. |
|            | nederländerna  | Riddare med Stora korset av Nederländska Lejonorden                         | 20 januari 2014.  |
|            | Storbritannien | Hedersriddare med Stora korset av Bathorden                                 | 5 juni 2014.      |
|            | Sverige        | Riddare av Kungliga Serafimerorden                                          | 2 december 2014.  |

## Böcker
Hollande har publicerat ett flertal böcker och verk, inkluderat:
- L'Heure des choix. Pour une économie politique ("Valens timme. För en politisk ekonomi"), med Pierre Moscovici, 1991. ISBN 2-7381-0146-1
- L'Idée socialiste aujourd'hui ("Den socialistiska idén idag"), Omnibus, 2001. ISBN 978-2-259-19584-3
- Devoirs de vérité ("Sanningens plikter"), intervjuer med Edwy Plenel, éd. Stock, 2007. ISBN 978-2-234-05934-4
- Droit d'inventaires ("Rätten till en inventering"), intervjuer med Pierre Favier, Le Seuil, 2009. ISBN 978-2-02-097913-9
- Le rêve français ("Den franska drömmen"), Privat, augusti 2011. ISBN 978-2-7089-4441-1
- Un destin pour la France ("Ett öde åt Frankrike"), Fayard, januari 2012. ISBN 978-2-213-66283-1
- Changer de destin ("Förändra sitt öde"), Robert Laffont, februari 2012. ISBN 978-2-221-13117-6